# Ambasada Kanady przy Stolicy Apostolskiej
Ambasada Kanady przy Stolicy Apostolskiej (ang. Embassy of Canada to the Holy See, fr. L'Ambassade du Canada près le Saint-Siège) – misja dyplomatyczna Kanady przy Stolicy Apostolskiej. Ambasada mieści się w Palazzo Pio, w Rzymie, w pobliżu Watykanu.
Ambasador Kanady przy Stolicy Apostolskiej akredytowany jest również przy Zakonie Kawalerów Maltańskich.

## Historia
Kanada nawiązała stosunki dyplomatyczne ze Stolicą Apostolską w 1969 i od tego czasu posiada ambasadę przy papieżu. Od 2011 w Senacie i Izbie Gmin Kanady istnieje Parlamentarna Grupa Przyjaźni Kanada-Stolica Apostolska (Canada-Holy See Parliamentary Friendship Group).
4 czerwca 2008 Kanada nawiązała stosunki dyplomatyczne z Zakonem Maltańskim.